# 億都（國際控股）
億都(國際控股)有限公司，簡稱 億都（國際控股） （英語：Yeebo (International Holdings) Limited，港交所：0259），在1988年成立，現時主要經營從事研發、製造及銷售液晶顯示器和液晶顯示器模組。
現時總部位於香港新界葵涌華星街2-6號安達工業大廈7樓。其股份自1993年在香港交易所主板上市，但在上市期間因為前股東許氏家族涉嫌做假帳，而被港交所停牌，在1996年被方鏗及李國偉收購至今。至於廠房則位於江門、昆山等。

## 連結
- Yeebo.com.hk （页面存档备份，存于）